# Le Bourreau de Londres
Pour plus de détails, voir Fiche technique et Distribution.
Le Bourreau de Londres (titre original : Der Henker von London) est un film allemand réalisé par Edwin Zbonek, sorti en 1963.
Il s'agit d'une adaptation du roman The White Carpet de Bryan Edgar Wallace.

## Synopsis
Le surnommé "Bourreau de Londres" tient la ville de Londres en haleine. Avec sa bande, cet homme mystérieux s'en est pris à trois grands criminels qu'il a condamnés à mort et fait pendre. L'inspecteur John Hillier et son ami, le médecin légiste Dr. Philip Trooper, retrouvent à leurs pieds un "dossier de preuves" et une vieille corde qui a été volée au musée de la criminalité de Scotland Yard. L'inspecteur en chef Morel Smith est consterné par l'état des enquêtes. Hillier organise la surveillance du musée jour et nuit. Il rencontre Cabby Pennypacker, un étrange journaliste qui voudrait apporter son aide à l'enquête. Dans la soirée, John Hillier montre le dossier de preuves du Bourreau à l'ancien juge Sir Francis Barry, le père de son amie Ann. Le vieil homme ne cache pas être un partisan de la peine de mort et approuve les meurtres. Il évoque un assassin non identifié qui a décapité plusieurs femmes dont la sœur de Hillier. Un colis piégé est livré à la ville de Sir Francis, Cabby Pennypacker parvient à éloigner la bombe qui explose. Le journaliste affirme que l'auteur est Messerjoe, un escroc qui vient de sortir de prison. Sir Francis l'avait condamné.
Il ne faut pas longtemps pour que la corde du pendu soit volée à nouveau au musée du crime. L'inspecteur Hillier et le Dr. Trooper ne peuvent rien faire d'autre que d'attendre le prochain pendu. La prochaine victime est Francois Bréant. L'inspecteur en chef Smith craint pour sa carrière et se met en colère contre Hillier quand ce dernier demande à mener l'enquête sur le tueur en série. Alors qu'il est à un concert avec Ann, Hillier reçoit des renseignements sur une prochaine séance de la cour secrète. Avec l'aide d'un commando policier, il parvient à empêcher cette séance. Le Bourreau s'avère être Messerjoe. Pendant ce temps, Philip Trooper découvre que la nuit Sir Francis et son majordome Jerome reconstituent d'anciens procès.
Alors que tout le monde pense que l'affaire du "Bourreau de Londres" est résolue, Hillier reprend l'enquête sur le tueur de femmes. Peu de temps après, deux femmes sont retrouvées décapitées. Sir Francis et l'inspecteur sont confirmés dans leurs soupçons que Messerjoe n'est pas le véritable bourreau. Cabby Pennypacker trouve le corps d'un meurtrier pendu et le dossier qui l'accompagne. L'inspecteur en chef Smith, qui avait gardé la corde du pendu dans son coffre-fort, affirme qu'on lui a volé les clés de son coffre. Ann Barry, qui veut aider son ami dans son enquête, se propose d'être un appât pour le tueur en série. Elle se fait aborder par un homme qui parvient à détourner la surveillance et emmène Ann chez lui. Cet homme, c'est le Dr. Mac Ferguson, un savant fou. Le médecin croit pouvoir faire bientôt la première transplantation de la tête. Hillier sauve son amie à temps. Mais Ferguson est enlevé sous les yeux de la police, pour être amené à la cour secrète du Bourreau. Avec le soutien de Cabby Pennypacker, Smith et Trooper découvrent où elle est. S'ensuit une course-poursuite qui se termine par la mort du Bourreau. Lorsqu'on soulève son masque, c'est une énorme surprise : le Bourreau était l'inspecteur Hillier. Après l'assassinat de sa sœur, un sentiment morbide de justice s'était développé chez lui. L'inspecteur Smith remercie Cabby Pennypacker qui avoue être l'agent du renseignement Tom Jenkins.

## Fiche technique
- Titre : Le Bourreau de Londres
- Titre original : Der Henker von London
- Réalisation : Edwin Zbonek, assisté de Gisela Anton
- Scénario : Robert A. Stemmle
- Musique : Raimund Rosenberger (de)
- Direction artistique : Hans-Jürgen Kiebach, Ernst Schomer
- Costumes : Trude Ulrich
- Photographie : Richard Angst
- Son : Erwin Schänzle
- Montage : Walter Wischniewsky
- Production : Artur Brauner
- Sociétés de production : CCC-Film
- Société de distribution : Columbia-Bavaria
- Pays d'origine :  Allemagne de l'Ouest
- Langue : allemand
- Format : Noir et blanc - 2,35:1 - Mono - 35 mm
- Genre : Film policier
- Durée : 94 minutes
- Dates de sortie :
  -  Allemagne de l'Ouest : 22 novembre 1963.
  -  France : 17 février 1965[1].
  -  États-Unis : 22 septembre 1965.
  -  Finlande : 6 janvier 1966.

## Distribution
- Hansjörg Felmy: L'inspecteur John Hillier
- Harry Riebauer: Dr. Philip Trooper
- Wolfgang Preiss: L'inspecteur en chef Morel Smith
- Chris Howland: Cabby Pennypacker
- Rudolf Forster: Sir Francis Barry
- Maria Perschy: Ann Barry
- Dieter Borsche: Dr. Mac Ferguson
- Narziss Sokatscheff (de): Messerjoe
- Rudolf Fernau: Jerome
- Alexander Engel: Le spéculateur foncier
- Harald Sawade: Le meurtrier de la famille
- Albert Bessler: Francois Bréant
- Stanislav Ledinek: Jimmy Brown
- Günter Glaser: Le chef du musée
- Bruno W. Pantel: Le forain

## Histoire
Alors que les adaptations des œuvres d'Edgar Wallace, produites par Rialto Film, connaissent un grand succès, Artur Brauner obtient les droits des livres de son fils Bryan Edgar Wallace.
Pour faire face, il s'organise vite, il engage Robert A. Stemmle pour le scénario. Pour la réalisation, il tient par contrat l'Autrichien Edwin Zbonek pour qui il a produit le film Je le veux vivant (de) présenté à la Berlinale.
La tournage a lieu du 2 septembre au 8 octobre 1963 à Berlin-Ouest et à Londres. Les plans extérieurs sont faits au Park Klein-Glienicke (de), à l'hôpital Rudolf Virchow et dans un entrepôt de Haselhorst. Les plans faits à Londres ont été faits sans les acteurs.

## Source de traduction
- (de) Cet article est partiellement ou en totalité issu de l’article de Wikipédia en allemand intitulé « Der Henker von London (1963) » (voir la liste des auteurs).